# Farringdon (stanice metra v Londýně)
Farringdon je stanice metra v Londýně, otevřená 10. ledna 1863 jako Farringdon Street. 26. ledna 1922 došlo k přejmenování na Farringdon & High Holborn a 21. dubna 1936 má stanice již současné jméno. Denní autobusové spojení zajišťuje linka 63 a noční linka N63. Stanice se nachází v přepravní zóně 1 a leží na třech linkách:
- Circle Line, Metropolitan Line a Hammersmith & City Line mezi stanicemi King's Cross St. Pancras a Barbican.

| Rok  | Počet cestujících |
| ---- | ----------------- |
| 2011 | 19,02 mil         |
| 2012 | 20,40 mil         |
| 2013 | 21,76 mil         |
| 2014 | 23,63 mil         |

## Incidenty
- 5. ledna 1892 zde vykolejil vlak. Zranilo se pět lidí.
- 22. května 1954 se srazil vlak se silničním vozidlem. Zemřeli tři lidé.